# Never Too Late (album, Status Quo)
Never Too Late je čtrnácté studiové album britské rockové skupiny Status Quo. Album vyšlo v březnu 1981 u vydavatelství Vertigo Records. Album bylo nahráváno ve stejné době a se stejným producentem jako jejich předchozí s názvem Just Supposin'. V britském albovém žebříčku se umístilo na druhém místě. Jde o poslední album skupiny, na kterém se podílel původní člen skupiny John Coghlan.

## Seznam skladeb
| Pořadí         | Název                           | Autor                       | Délka |
| -------------- | ------------------------------- | --------------------------- | ----- |
| 1.             | Never Too Late                  | Francis Rossi, Bernie Frost | 3:59  |
| 2.             | Somethin' 'bout You Baby I Like | Richard Supa                | 2:51  |
| 3.             | Take Me Away                    | Rick Parfitt, Andy Bown     | 4:49  |
| 4.             | Falling in Falling Out          | Parfitt, Bown, Bob Young    | 4:15  |
| 5.             | Carol                           | Chuck Berry                 | 3:41  |
| 6.             | Long Ago                        | Rossi, Frost                | 3:46  |
| 7.             | Mountain Lady                   | Alan Lancaster              | 5:06  |
| 8.             | Don't Stop Me Now               | Lancaster, Bown             | 3:43  |
| 9.             | Enough Is Enough                | Rossi, Parfitt, Frost       | 2:54  |
| 10.            | Riverside                       | Rossi, Frost                | 5:04  |
| Celková délka: | Celková délka:                  | Celková délka:              | 38:02 |

## Obsazení
- Francis Rossi – kytara, zpěv
- Rick Parfitt – kytara, zpěv
- Alan Lancaster – baskytara
- John Coghlan – bicí
- Andy Bown – klávesy
- Bernie Frost – doprovodný zpěv